# Friedrich Eisenlohr

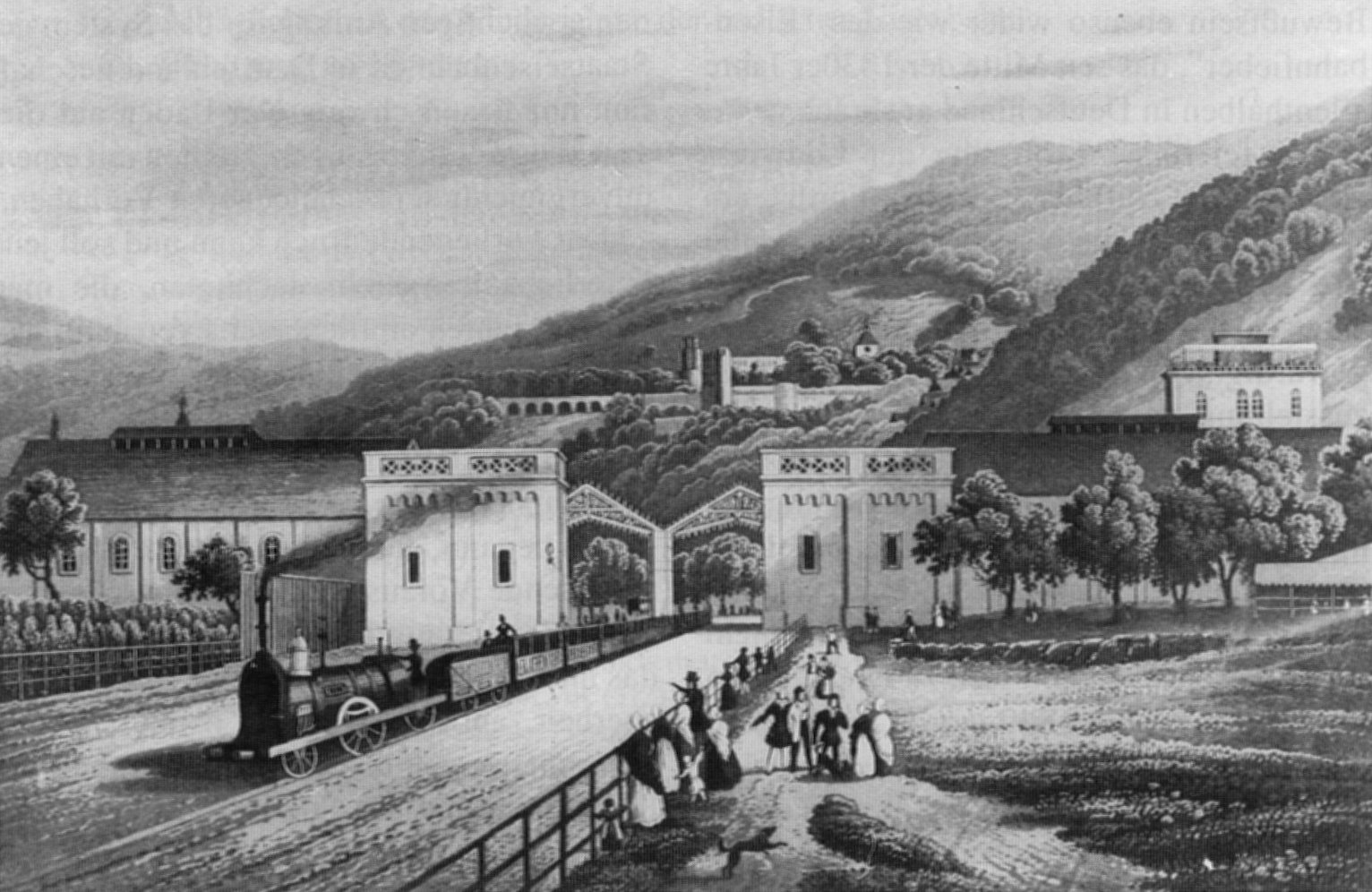
Järnvägsstationen i Heidelberg (1840).

Jakob Friedrich Eisenlohr, född 23 november 1805 i Lörrach, död 27 februari 1854 i Karlsruhe, var en tysk arkitekt och skriftställare.
Eisenlohr var föreståndare för byggnadsskolan vid Polytechnikum i Karlsruhe och anhängare av den romanska stilen. Han gjorde sig företrädesvis känd genom sina byggnader vid den badensiska järnvägen. Ritningarna till dessa byggnader utkom i tryck 1865-1866. Dessutom utgav han Die Ornamentik in ihrer Anwendung auf das Baugewerbe (fortsatt av Heinrich Lang; 1849-1867), Mittelalterliche Bauwerke in südwestlichen Deutschland und am Rhein (1853-1857) med mera.